# Ленинский район (Томск)
Ле́нинский райо́н — один из четырёх внутригородских районов в Томске. Расположен в северо-западной части города. Население 127288 человек (2021 год), площадь 42,75 км².
Назван в честь Владимира Ильича Ленина (1870—1924) — вождя мирового пролетариата.

## География
С запада район ограничен рекой Томь, за которой находится часть Кировского района Томска, с севера — территорией города Северска, с востока — Октябрьским районом, а с юга — Советским районом Томска.
Включает в себя исторические районы: Каштак (микрорайоны I—IV + Радужный и АРЗ), Пески, Заозеро, Черемошники, посёлки: Северо-Каштачный, Свечной, Киргизка, Чекист, Сосновый Бор.

## История
Район создан в соответствии с Указом Президиума Верховного Совета РСФСР от 26 июня 1962 года и на основании решения Томского горисполкома от 4 августа 1962 года.
18 января 1994 года постановлением главы администрации г. Томска Ленинский район был ликвидирован как административно-территориальная единица и стал внутригородской территорией для управления отраслями городского хозяйства и областями социальной сферы.
В соответствии с Уставом города Томска и на основании постановления Мэра города Томска от 28 мая 1997 года все районы города, в том числе Ленинский, переименованы в соответствующие округа.
Постановлением Мэра города Томска от 11 марта 1998 года администрации Ленинского и Октябрьского округов были объединены в объединённую администрацию Ленинского и Октябрьского округов. Объединённый округ носил неофициальное название Северного округа.
С 1 января 2006 года, в соответствии с новым уставом города, Северный округ вновь был разделён на два района, таким образом Ленинский район оказался практически в своих прежних границах, за исключением расположенного на противоположном, левом, берегу Томи, посёлка Нижний Склад, который вошёл в состав Кировского района.

## Население
| 1970     | 1979     | 1989     | 2002     | 2009     | 2010     | 2012     |
| -------- | -------- | -------- | -------- | -------- | -------- | -------- |
| 155 000  | ↘133 175 | ↘120 763 | ↘113 498 | ↗113 616 | ↗123 940 | ↗125 707 |
| 2013     | 2014     | 2015     | 2016     | 2017     | 2018     | 2019     |
| ↗126 494 | ↗127 496 | ↗129 372 | ↗130 899 | ↗132 174 | ↗133 008 | ↗133 579 |
| 2020     | 2021     |          |          |          |          |          |
| ↗133 730 | ↘127 288 |          |          |          |          |          |

## Избирательные округа
- Ленинский одномандатный № 13;
- Ленинский одномандатный № 14;
- Ленинский одномандатный № 15;
- Каштачный одномандатный № 16;
- Каштачный одномандатный № 17;
- Каштачный одномандатный № 18[22].

## Улицы
Крупнейшие улицы:
- Большая Подгорная улица — 5 км;
- проспект Ленина — 4,35 км (в пределах района);
- проспект Мира — 3,45 км;
- улица Смирнова — 3,24 км;
- улица Розы Люксембург — 2,47 км.

Главная площадь — площадь Ленина.

## Предприятия и организации

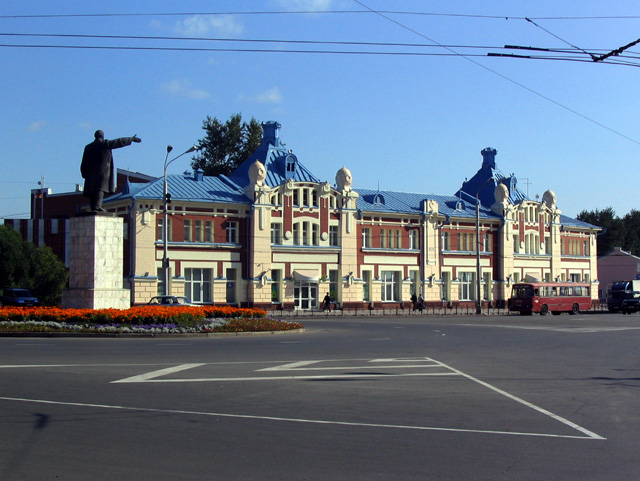
Площадь Ленина в Томске.

В районе расположено много предприятий и организаций различного профиля, в числе крупнейших:
- ОАО «Томская судоходная компания»;
- ОАО «Мостоотряд N°101»;
- станция Томск-Товарный ОАО «Российские железные дороги»;
- «Фармстандарт-Томскхимфарм»;
- ООО «Томлесдрев»[23];
- ООО «Сибирская карандашная фабрика».